# Ménilmontant (film, 1936)
Pour les articles homonymes, voir Ménilmontant.
Pour plus de détails, voir Fiche technique et Distribution.
Ménilmontant est un film français de René Guissart sorti en 1936.

## Résumé
Au cœur du quartier pittoresque de Ménilmontant et dans l'ambiance conviviale et idéaliste du Front populaire, trois amis réussissent à concrétiser un rêve : transformer un terrain vague en un jardin ouvrier plus particulièrement destiné à occuper les enfants déshérités du quartier. Mais tout ne se passera pas sans des obstacles imprévus.

## Fiche technique
- Titre : Ménilmontant
- Réalisation : René Guissart
- Scénario : Yves Mirande, d'après le roman de Roger Dévigne
- Photographie : Marius Raichi et Charles Van Enger
- Musique : Armand Bernard
- Montage : Maurice Serein et M.J. Yvanne
- Costumes : Jeanne Lanvin
- Production : 	Paris-Ciné-Films et Compagnie Commerciale Française Cinématographique (CCFC)
- Pays de production :  France
- Format :  Son mono  - Noir et blanc   - 1,37:1
- Genre : Comédie dramatique
- Durée : 89 minutes
- Date de sortie : 
  - France : 20 novembre 1936[1]

## Distribution
- Gabriel Signoret : le père Chinelle
- Pierre Larquey : le père Jos
- Josette Day : Julie
- Thérèse Dorny : Toinon
- Valentine Tessier : Mme Collinet
- Bernard Lancret : Roland
- Georges Bever : le père Martin
- Armand Lurville : Ganduron
- Robert Seller : Hardel
- André Rehan : le domestique de Mme Collinet
- Marcel Mouloudji : Toto
- Paulette Élambert : Riquette
- Jacotte Muller : Zette
- Ginette Nassula : Nini
- Jacques Chevalier : Lulu (injustement crédité "Maurice Chevalier" au générique)
- Lise Hestia : la concierge
- Lona Dilva : la chanteuse des rues
- Jean-Pierre Thisse : le petit chanteur
- Roger Doucet : le joueur d'accordéon
- Palmyre Levasseur : une commère
- Yvonne Yma : une commère
- Liliane Lesaffre : la bonne de Mme Collinet
- André Nicolle : le gardien du parc

## Tournage
Bien que quelques prises de vue secondaires aient été réalisées à Ménilmontant, la plus grande partie du film a été tournée aux studios Paramout de Saint-Maurice.